# Perry Jones III
Perry James Jones III (nascido em 24 de setembro de 1991) é um basquetebolista estadunidense que atualmente joga como ala-pivô pelo Oklahoma City Thunder, da National Basketball Association (NBA). Jones jogou pelo Baylor Bears na universidade e era projetado para ser uma escolha de loteria no 2012 NBA Draft, mas caiu para 28º, sendo selecionado pelo Thunder.